# (18987) Irani
Pour les articles homonymes, voir Irani (homonymie).
(18987) Irani est un astéroïde de la ceinture principale d'astéroïdes.

## Description
(18987) Irani est un astéroïde de la ceinture principale d'astéroïdes. Il fut découvert le 1er septembre 2000 à Socorro (Nouveau-Mexique) par le projet LINEAR. Il présente une orbite caractérisée par un demi-grand axe de 2,22 UA, une excentricité de 0,17 et une inclinaison de 1,4° par rapport à l'écliptique.

## Compléments